# Nhóm máu MNS

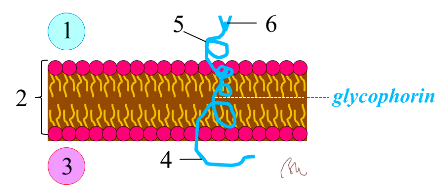
Hình 1: Glycôphorin xuyên màng ở hồng cầu.
1=Phía ngoài hồng cầu (huyết tương)
2=Màng hồng cầu
3=Phía trong hồng cầu
4=Đầu C (trong màng) của glycôphorin
5= Đầu A (ngoài màng) của glycôphorin
6=Điểm gắn với kháng thể.

Nhóm máu MNS là tên các nhóm máu ở người đặc trưng bởi sự có mặt của các kháng nguyên chủ yếu là M, N và S hoặc s., 

Tên đầy đủ của nhóm máu này là "hệ thống nhóm máu MNS", trong tiếng Pháp là "Le système de groupe sanguin MNS" (hệ thống nhóm máu MNS), trong tiếng Anh là "The MNS antigen system" (hệ thống kháng nguyên MNS), đều thuộc hệ thống nhóm máu số 002 theo danh pháp ISBT (viết tắt từ "International Society of Blood Transfusion" tức Hiệp hội Quốc tế truyền máu), dựa trên sự tồn tại các kháng nguyên M, N và S, s được quy định bởi tập hợp các lô-cut gen cùng ở nhiễm sắc thể số 4 của người.,  Các kháng nguyên M và N được mô tả từ năm 1927, còn kháng nguyên S phát hiện năm 1947 và s được phát hiện năm 1951, chủ yếu  nhờ Karl Landsteiner và Philip Levine.

## Đặc điểm
- Các kháng nguyên (antigen) của hệ nhóm máu MNS gồm M, N, S và s có thành phần cơ bản là prôtêin kết hợp với săccarit, tạo thành phức hợp gọi là glycôphorin. Phức hợp này nằm ở  màng tế bào của hồng cầu (RBC), một đầu gắn vào màng hồng cầu, còn đầu kia mang thành phần xác định loại MNS của một người.[7] Glycôprôtêin này là axit sialic xuyên màng có đầu C (Carboxyl terminus) "ăn" vào trong hồng cầu, đoạn kỵ nước "ngập" ở màng tế bào, còn đầu A (Amino terminus) "thò" ra ngoài hồng cầu và sẽ gắn với kháng thể tương ứng (xem hình 1). Thành phần bên ngoài này (đầu A) có thể bị phân giải bởi enzym như fiacin, typsin và papain.[8]
- Các kháng nguyên của hệ nhóm máu MNS thường được phát triển tốt trong thời kì phôi thai. Nếu người mẹ âm tính với kháng nguyên của thai, thì phản ứng miễn dịch có thể được khởi động để tạo ra kháng thể chống lại, nhưng phản ứng thường nhẹ, ít nghiêm trọng hơn nhiều so với phản ứng ở hệ thống nhóm máu ABO và hệ thống nhóm máu Rh.
- Thành phần các prôtêin chủ yếu do 2 gen khác nhau mã hoá:[9], [10]
  - Gen GYPA (đôi khi viết GPA) có hai alen là M (mã hoá kháng nguyên M tức MNS1 trong danh pháp quốc tế) và N (tức MNS2). Prôtêin do gen này tổng hợp gọi là glycôphorin A (viết tắt là GPA, xem ở hình 2).
  - Gen GYPB (đôi khi viết GPB) tổng hợp kháng nguyên S (MNS3) hoặc s (MNS4), có prôtêin tương ứng là glycôphorin B, viết tắt là GPB.
  - Gen thứ ba có liên quan gọi là gen GYPE, nhưng không tổng hợp kháng nguyên nào.

## Kháng nguyên
- HIện nay, người ta đã phát hiện nhóm máu MNS bao gồm tới gần 50 kháng nguyên (tóm tắt ở bảng 1).
- Trong số những kháng nguyên này, đã xác định được 16 loại là do do tái tổ hợp gen (tái tổ hợp di truyền) làm phát sinh các glycôphorin "lai", thường gặp nhiều ở các nước Đông Á.[11]
- Các kháng nguyên này có thể ảnh hưởng lẫn nhau, làm cho hệ thống MNS rất phức tạp. Sự đa dạng của những kháng nguyên này là kết quả của đột biến, hoặc chuyển vị, liên kết với các glycôphorin khác nhau.
  - Các kháng nguyên He, MV, Mit, Sd, S và s liên kết trên glycôphorin B (GPB) của màng hồng cầu; còn các kháng nguyên M và N lại nằm trên glycôphorin A (GPA).
  - U (MNS5) là kháng nguyên, nhưng nếu không có U thì dẫn đến không có S và s. Bởi thế, có tác giả tách 3 kháng nguyên này thành nhóm riêng trong hệ thống, gọi là nhóm S, s và U, còn cả hệ thống này được gọi đủ hơn là hệ thống M, N, S, s và U.
- Bảng 1: 48 kháng nguyên đã được công bố.[12]

| 001   | 002 | 003  | 004  | 005  | 006  | 007  | 008  | 009  | 010  | 011  | 012  |
| M     | N   | S    | s    | U    | He   | Mia  | Mc   | Vw   | Mur  | Mg   | Vr   |
| 013   | 014 | 015  | 016  | 017  | 018  | 019  | 020  | 021  | 022  | 023  | 024  |
| Me    | Mta | Sta  | Ria  | Cla  | Nya  | Hut  | Hil  | Mv   | Far  | SD   | Mit  |
| 025   | 026 | 027  | 028  | 029  | 030  | 031  | 032  | 033  | 034  | 035  | 036  |
| Dantu | Hop | Nob  | Ena  | ENKT | 'N'  | Or   | DANE | TSEN | MINY | MUT  | SAT  |
| 037   | 038 | 039  | 040  | 041  | 042  | 043  | 044  | 045  | 046  | 047  | 048  |
| ERIK  | Osa | ENEP | ENEH | HAG  | ENAV | MARS | ENDA | ENEV | MNTD | SARA | KIPP |

Số kháng nguyên trên kết hợp với nhau sẽ phát sinh rất nhiều kiểu hình. Tuy nhiên, phản ứng với kháng thể thường rất ít nghiêm trọng khi truyền máu, do các kháng thể anti-M và anti-N thường là loại IgM. Cũng có anti-N gây phản ứng nguy hiểm, nhưng chỉ thấy ở những bệnh nhân lọc máu và do phản ứng với formaldehyde còn sót lại trong khử trùng thiết bị y tế.

## Di truyền

### Kiểu gen M/N
- Gen GYPA có hai alen là:
  - Alen M (cũng viết: LM) mã hoá kháng nguyên M (tức MNS1 trong danh pháp quốc tế).
  - Alen N (cũng viết LN) mã hoá kháng nguyên N (tức MNS2 trong danh pháp quốc tế).
  - Alen M với alen N nói trên là hai alen đồng trội (M><N), nên sự có mặt của cả hai alen này trong kiểu gen cá thể nào, thì sẽ làm cho cá thể đó có kiểu hình MN, tức là máu có cả kháng nguyên M và kháng nguyên N. Do đó, về mặt di truyền, thì có 3 kiểu gen tương ứng với 3 kiểu hình: MM, NN và MN (dị hợp).
  - Protein GPA do các alen trên mã hoá có cấu tạo 3D như mô tả ở hình 2.

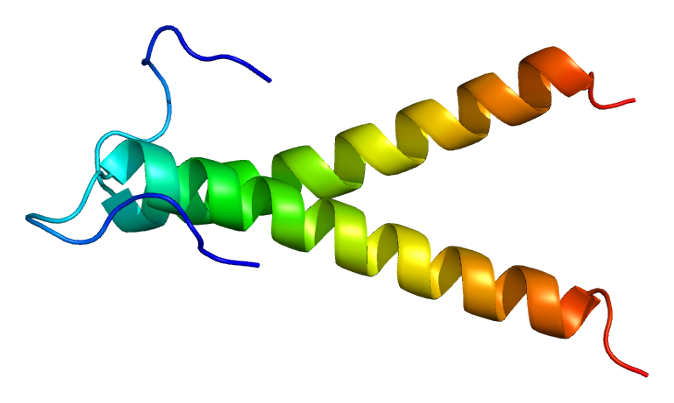
Hình 2: Prôtêin GPA trong nhóm máu MN.

- Gen GYPB tổng hợp kháng nguyên S (MNS3) hoặc s (MNS4), có prôtêin tương ứng là glycôphorin B.
- Hai lô-cut gen GYPA và GYPB nói trên định vị ở địa chỉ 4q28-q31 trên nhiễm sắc thể số 4 (hình 3). Hai lô-cut gen này liên kết rất chặt chẽ (liên kết hoàn toàn). Lô-cut gen thứ ba tiếp giáp với GYPB là GYPE không mã hóa kháng nguyên, nhưng liên quan đến phát sinh alen biến thể.
- Những kháng thể của,những kháng nguyên trên thường là những kháng thể xuất hiện tự nhiên, bản chất là IgM, không gây nguy hiểm khi truyền nhầm máu như ở trường hợp nhóm máu ABO. Tuy nhiên, kháng thể loại IgG có nguy cơ khi truyền máu, gây tan huyết ở trẻ sơ sinh, nhưng rất hiếm gặp.

### Tần số M/N
- Về kiểu gen MN, thì hầu hết mọi người trong các thành thị lớn có kiểu gen MM (tức là nhóm máu M), còn ở nhiều bộ lạc thì kiểu gen NN lại ưu thế trong quần thể.
- Tần số rất khác nhau ở các quần thể. Theo điều tra của W.C. Boyd, "Genetics and the Races of Man", D.C. Heath công bố từ năm 1950, thì tỉ lệ mỗi kiểu gen (MM, MN và NN) cùng tần số mỗi alen (p của M và q của N) như bảng 2 sau đây (dẫn từ Griffith et al. 1996).[13]

| Quần thể người    | MM    | MN    | NN    | p(M)  | q(N)  |
| ----------------- | ----- | ----- | ----- | ----- | ----- |
| Eskimo            | 0,835 | 0,156 | 0,009 | 0,913 | 0,087 |
| Úc (Australian)   | 0,024 | 0,304 | 0,672 | 0,176 | 0,824 |
| Ai Cập (Egyptian) | 0,278 | 0,489 | 0,233 | 0,523 | 0,477 |
| Đức               | 0,297 | 0,507 | 0,196 | 0,550 | 0,450 |
| Trung Quốc        | 0,332 | 0,486 | 0,182 | 0,575 | 0,425 |
| Nigeria           | 0,301 | 0,495 | 0,204 | 0,548 | 0,452 |

### Kiểu gen S/s và tần số
Ở châu Mỹ, kháng nguyên S tương đối phổ biến trong dân số, chiếm khoảng 55% số người da trắng; nhưng lại chỉ chiếm khoảng 30% số người da đen.